# HD 111884
HD 111884，又名CP-54 5360，SAO 240347、HR 4885，是一颗恒星，视星等为5.93，位于銀經303.17，銀緯7.92，其B1900.0坐标为赤經12h 47m 16.9s，赤緯-54° 7.92′ 33″。